# Digitalis sceptrum
Digitalis sceptrum är en grobladsväxtart som beskrevs av Carl von Linné d.y.. Digitalis sceptrum ingår i släktet fingerborgsblommor, och familjen grobladsväxter. Inga underarter finns listade i Catalogue of Life.

## Bildgalleri

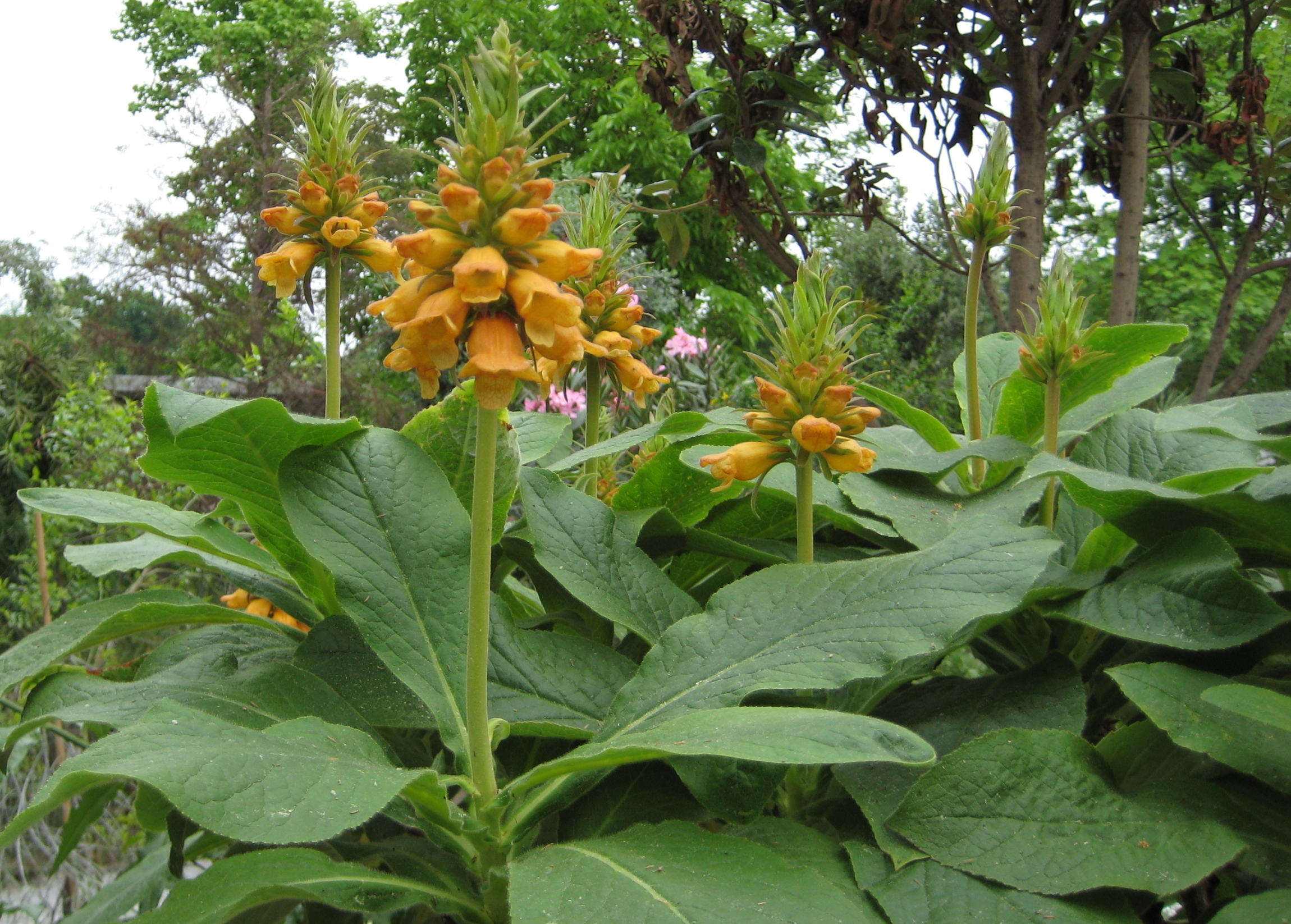
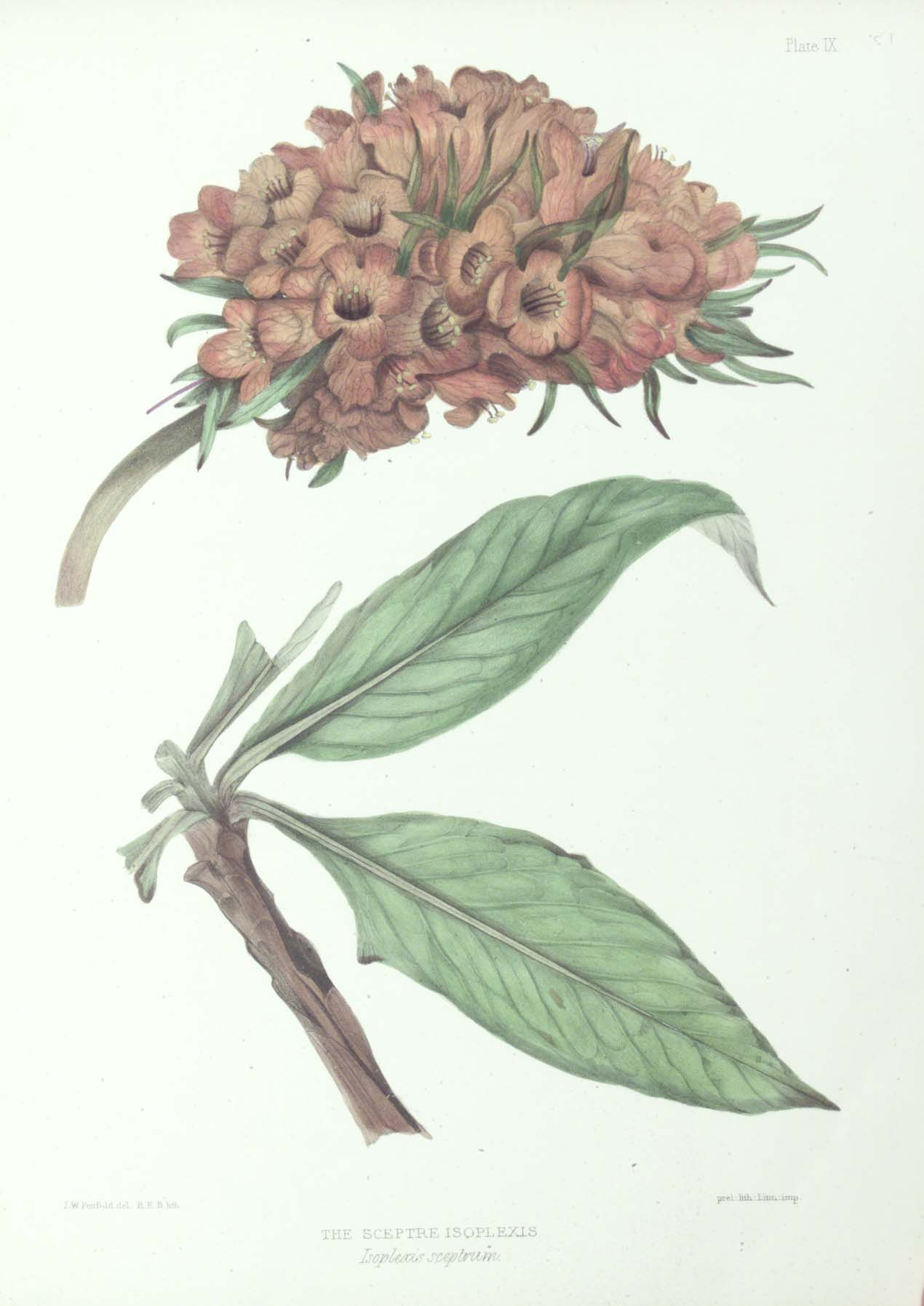
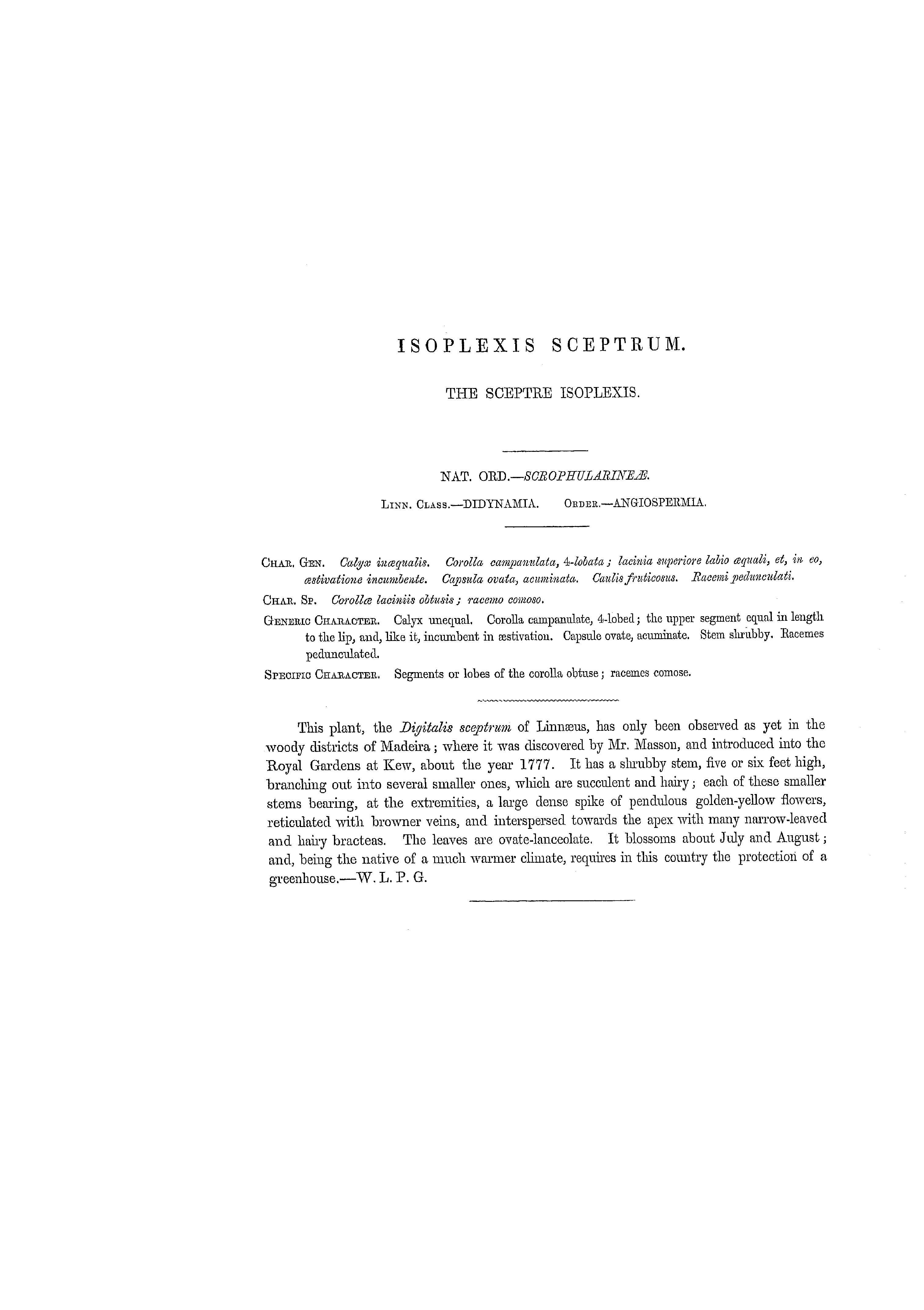